# Auslandspostamt

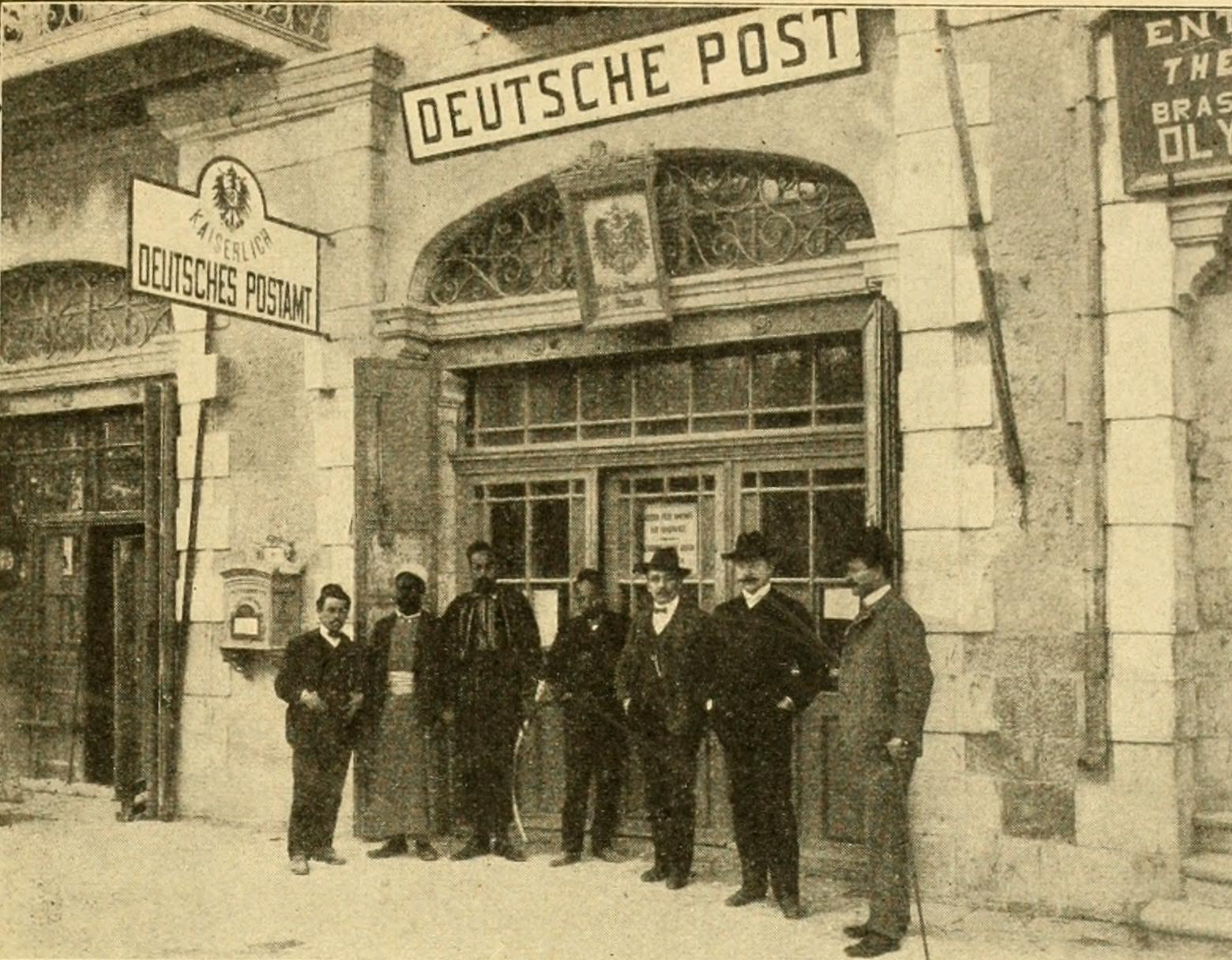
Kaiserlich deutsches Postamt in Jerusalem (Osmanisches Reich)

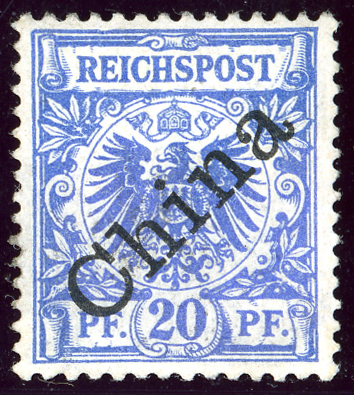
Briefmarke verausgabt vom Auslandspostamt China

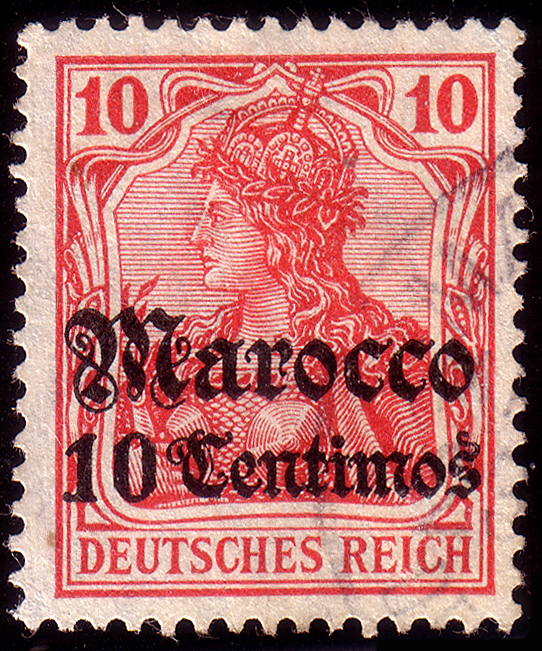
Briefmarke verausgabt vom Auslandspostamt Marokko

Ein Auslandspostamt der Deutschen Reichspost war ein deutsches Postamt, das seinen Betrieb in einem politisch selbständigen, ausländischen Staat durchführte. Wenn die Reichspost dagegen in Schutzgebieten tätig wurde, lautete die Bezeichnung der deutschen Postämter „Postagentur“.

## Funktion
Das wirtschaftliche Interesse an Auslandspostämtern bestand darin, deutschen Kaufleuten die postalische Kommunikation mit dem Heimatland oder anderen Staaten, die Mitglieder des Weltpostvereins waren, zu ermöglichen. Auslandspostämter wurden in erster Linie in Staaten eingerichtet, in denen ein solcher Bedarf in ausreichendem Umfang bestand und die (noch) nicht Mitglied im Weltpostverein waren. In diesen Ländern gab es in der Regel auch noch keine staatlich betriebene inländische Post. Die Auslandspostämter unterhielten im Laufe der Zeit im Gastland Dienststellen an mehreren Orten.

## Geschichte
Das erste deutsche Auslandspostamt eröffnete 1870 im Osmanischen Reich, in Konstantinopel, damals noch getragen durch den Norddeutschen Postbezirk. 
1886 folgte das Auslandspostamt in China und 1899 das Auslandspostamt Marokko, nun getragen durch die 1871 gegründete Deutsche Reichspost.
Mit Ausbruch des Ersten Weltkriegs im Sommer 1914 mussten die Auslandspostämter, die nun im „feindlichen Ausland“ lagen und die im Osmanischen Reich ihre Arbeit einstellen. Die wenigen verbliebenen Auslandspostämter, die in Gebieten arbeiteten, die neutral blieben – im Wesentlichen handelte es sich um Spanisch-Marokko –, stellten ihre Arbeit nach dem für das Deutsche Reich verlorenen Krieg ein, zuletzt das deutsche Auslandspostamt in Tanger am 19. August 1919.